# Березово (Мордовия)
Березово — посёлок в составе Теньгушевского сельского поселения Теньгушевского района Республики Мордовия.

## География
Находится на расстоянии примерно 9 км на восток от районного центра села Теньгушево.

## История
Основан в 1923 году переселенцами из деревни Красный Яр.

## Население
Постоянное население составляло 43 человека (русские 100%) в 2002 году, 27 в 2010 году .